# Кім Чі Хьон
Кім Чі Хьон (кор. 김지현, 10 вересня 1989) — південнокорейський плавець.
Учасник Олімпійських Ігор 2008 року.
Призер Азійських ігор 2010 року.